# Lissonota elongator
Lissonota elongator är en stekelart som först beskrevs av Schiodte 1839.  Lissonota elongator ingår i släktet Lissonota och familjen brokparasitsteklar. Inga underarter finns listade i Catalogue of Life.